# Marie-Josée Neuville
Marie-Josée Neuville (Parijs, 10 januari 1938 - Orsay, 1 juli 2023), artiestennaam van Josée Françoise Deneuville, was een Franse actrice, componiste en zangeres. Neuville werd bekend met Marie-Josée Neuville chante (1961), Commedia (1963) en Ossicum 12 (1972).
Zij was getrouwd met de Franse bergbeklimmer, schrijver, filmmaker en scenarist Gérard Herzog.
- Bibliothèque nationale de France: cb14018462h (data)
- International Standard Name Identifier: 0000 0000 2529 1474
- Library of Congress Control Number: n79115591
- MusicBrainz: 2973d057-e23a-4668-b872-c7045081bded
- Nationale Bibliotheek van Israël: 987007275573005171
- Nederlandse Thesaurus van Auteursnamen: 073347094
- Réseau des bibliothèques de Suisse occidentale: 02-A005920961
- Virtual International Authority File: 56808668
- WorldCat: E39PBJymv8RKJb9BbPctbbDXh3